# Міжнародна премія фантастики
Міжнародна премія фантастики (англ. International Fantasy Award) — це щорічна літературна премія, що присуджувалася найкращу науково-фантастичну або фентезійну книгу з 1951 до 1955 року, й ще раз у 1957 році. Під час перших трьох вручень відзначали також й найкращі книжки у жанрі нехудожньої літератури.
Засновником премії виступили редактори британського видання «Nova Publications», а журі складали фанати та професіонали з усього світу.

## Переможці

### 1951р.
- Художній твір (Fiction): Джордж Ріппі Стюарт — «Земля потерпає» (англ. «Earth Abides»)
- Нехудожній твір (Non-fiction): Віллі Лей та Чеслі Боунстел — «Підкорення Космосу» (англ. «The Conquest of Space»)

### 1952р.
- Художній твір (Fiction): Джон Кольєр — «Fancies and Goodnights»
- Нехудожній твір (Non-fiction): Артур Кларк — «Дослідження космосу» (англ. «The Exploration of Space»)

### 1953р.
- Художній твір (Fiction): Кліффорд Сімак — «Місто» (англ. «City»)
- Нехудожній твір (Non-fiction): Лайон Спрег де Кемп та Віллі Лей — «Землі за межею» (англ. «Lands Beyond»)

### 1954р.
- Художній твір (Fiction): Теодор Стерджон — «Більше ніж люди» (англ. «More Than Human»)

### 1955р.
- Художній твір (Fiction): Едгар Пенгборн — «Дзеркало для спостерігачів» (англ. «A Mirror for Observers»)

### 1957р.
- Художній твір (Fiction): Дж. Р. Р. Толкін — «Володар перснів» (англ. «The Lord of the Rings»)